# Gagrellula crux
Gagrellula crux is een hooiwagen uit de familie Sclerosomatidae.